# Vall d’Hebron metróállomás
Vall d'Hebron egyike a Spanyolországban található barcelonai metró metróállomásainak.

## Metróvonalak
Az állomást az alábbi metróvonalak érintik:
- 3-as metróvonal
- 5-ös metróvonal

## Kapcsolódó állomások
Az állomáshoz az alábbi állomások vannak a legközelebb:
- Penitents (Zona Universitària, 3-as metróvonal)
- El Coll | La Teixonera (Cornellà Centre, 5-ös metróvonal)
- Montbau (Trinitat Nova, 3-as metróvonal)